# Ali Krieger
Alexandra „Ali” Blaire Krieger (Dumfries, Virginia, 1984. július 28. –) kétszeres világbajnok amerikai női válogatott labdarúgó.

## Pályafutása
Debbie Alongi és Ken Krieger második gyermekeként labdarúgó családban nőtt fel és a tradíciót követve nyolcévesen kezdett el focizni a Prince William Sparklers csapatánál, ahol édesapja keze alatt edződött. 12 évet húzott le a Sparklers-nél és a klub történetének leghűségesebb játékosai közé csatlakozott.
Főiskolai éveiben a Pennsylvaniai Állami Egyetem együttesében folytatta karrierjét. A Penn State Nittany Lions-nál töltött három szezon alatt csapata egyik meghatározó játékosa lett. 2004-ben Konferencia döntőbe jutott az Oroszlánokkal, de két nappal a mérkőzés előtt, egy edzőmeccset játszott az egyetem férfi csapatával, ahol az eső áztatta pályán egy szerencsétlen szerelést követően a lábát törte. Egy lemezt és öt csavart rögzítettek a lábába. Néhány hónappal később légzési nehézségei akadtak és tüdőembólia alakult ki nála a lábából a tüdejébe került vérrögök miatt. Több hónapos lelki- és testi rehabilitáció után Krieger újra pályára lépett.
A Washington Freedom mezében vett részt 2004 nyarán néhány mérkőzésen, majd középpályásként egy találkozón játszott a Northern Virginia Majestics-nél.
2007-ben első komplett szezonját játszotta le Washingtonban.

### A válogatottban
Krieger hat mérkőzést játszott és ezüstérmet szerzett a 2011-es németországi világbajnokságon. A londoni olimpián bokasérülése miatt nem tudott részt venni. A kanadai 2015-ös világbajnokságon mindegyik mérkőzésen a pályára lépett, a négy évvel később rendezett franciaországi 2019-es vb-n három találkozón szerepelt a világbajnok együttesben.

## Sikerei
Észak-amerikai bajnok (2):
- W-League bajnok (1):
  - Washington Freedom: 2007

 Német bajnok (1):
- 1. FFC Frankfurt (1): 2007–08

 Német kupagyőztes (2):
- 1. FFC Frankfurt (2): 2008, 2011

Bajnokok Ligája győztes (1):
- 1. FFC Frankfurt (1): 2007–08

### A válogatottban
- Világbajnok (2): 2015, 2019
- Aranykupa győztes (1): 2014
- U20-as világbajnok (1): 2008
- Világbajnoki ezüstérmes (1): 2011
- Algarve-kupa győztes (2): 2013, 2015
- SheBelieves-kupa győztes (2): 2016, 2020
- Nemzetek Tornája győztes (1): 2019
- Négy Nemzet Tornája győztes (1): 2011